# Trichomyrmex

Trichomyrmex destructor

Trichomyrmex (лат.) — род мелких по размеру муравьёв трибы Solenopsidini из подсемейства Myrmicinae. Около 20 видов, ранее включавшихся в состав рода Monomorium.

## Распространение
Евразия (Палеарктика, Южная Азия). Африка, Мадагаскар. Вид Trichomyrmex destructor (Jerdon, 1851) стал инвазивным и расселился по всему свету, включая Америку и Австралию.

## Описание
Мелкие муравьи (как правило 2-3 мм), желтовато-коричневого цвета. Сложные фасеточные глаза имеются, расположены в переднебоковой части головы. Стебелёк между грудкой и брюшком состоит из двух члеников: петиолюса и постпетиолюса (последний четко отделен от брюшка), жало развито, куколки голые (без кокона). Заднегрудка округлая, без проподеальных шипков. Брюшко гладкое и блестящее.

## Систематика
Род Trichomyrmex был впервые выделен в 1865 году австрийским мирмекологом Густавом Майром. В 1966 году был синонимизирован с родом Monomorium и до последнего времени рассматривался в качестве его синонима, а виды включались в состав групп Monomorium scabriceps- и Monomorium destructor-groups.
В 2014 году в ходе молекулярно-филогенетической ревизии и реклассификации всех мирмициновых муравьёв таксон Trichomyrmex восстановлен в самостоятельном родовом статусе (Ward et al., 2014).
- Trichomyrmex aberrans (Forel, 1902) — Индия
- Trichomyrmex abyssinicus
- Trichomyrmex chobauti
- Trichomyrmex criniceps
- Trichomyrmex destructor (Jerdon, 1851) — повсеместно
- Trichomyrmex emeryi
- Trichomyrmex epinotale
- Trichomyrmex glaber
- Trichomyrmex lameerei
- Trichomyrmex santschii
- Trichomyrmex mayri
- Trichomyrmex muticum
- Trichomyrmex oscaris
- Trichomyrmex perplexus
- Trichomyrmex robustior
- Trichomyrmex rogeri — Шри-Ланкаtypus
- Другие виды